# Schepenkwartier
Het Schepenkwartier is een kleine wijk in Joure. Deze wordt ingesloten door de Tolhúswei, Haskerveldweg, Elias Annes Borgerstraat en het water de Overspitting. De wijk is gebouwd in de tweede helft van de jaren 70 tot halverwege de jaren 80 van de 20e eeuw. De wijk dankt zijn naam aan de voormalige buurtvereniging 't Schepenkwartier. Die naam was gekozen vanwege de botennamen die de straten in de wijk hebben. In de wijk staan zowel koop- als huurwoningen.

## Geschiedenis

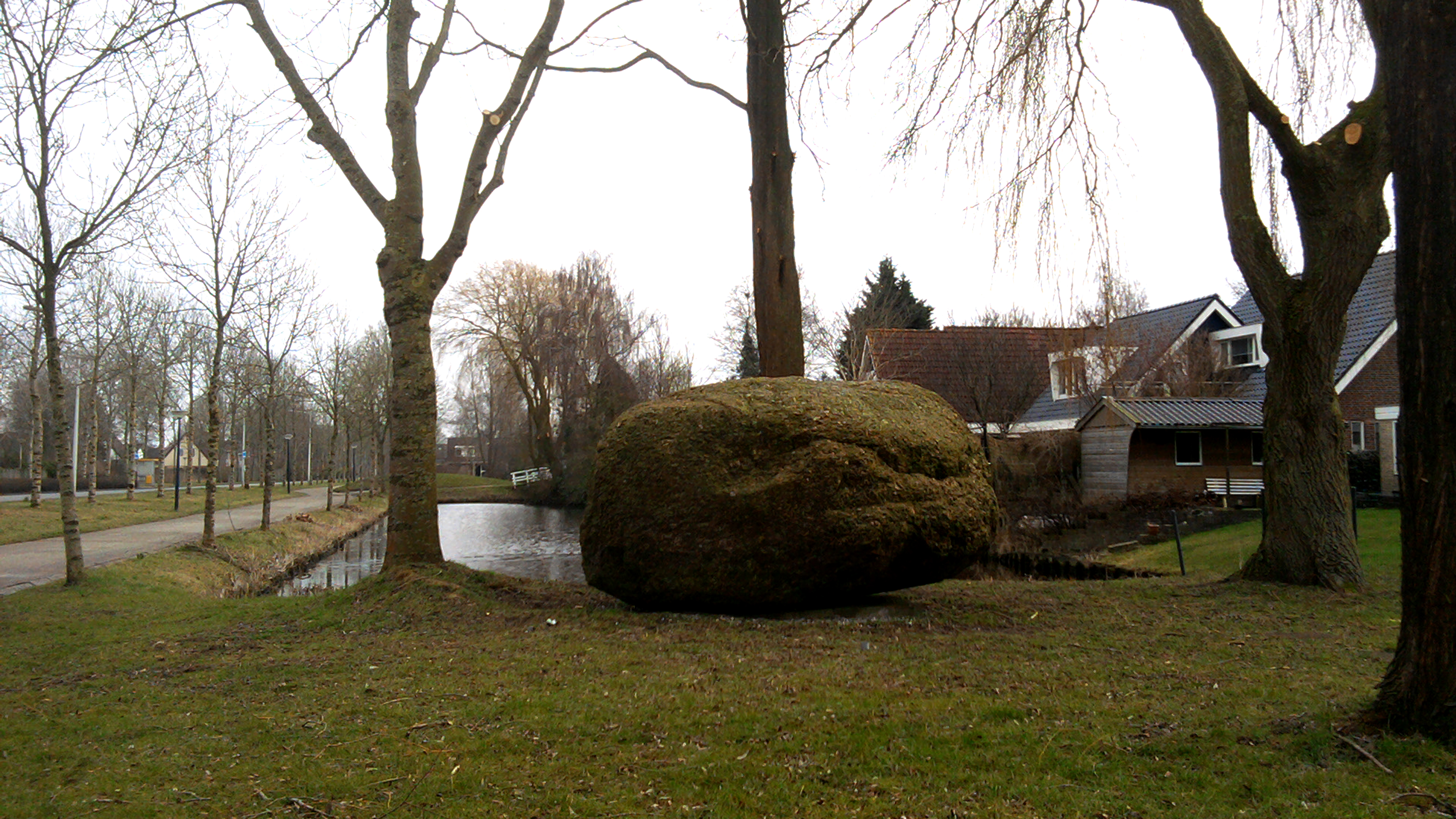
Tijdens graafwerkzaamheden in 1978 werd op een zwerfkei van 25.000 kilo gestuit. Deze heeft een plekje gekregen nabij de vindplaats bij de entree van de wijk bij het kruispunt Sloep en Haskerveldweg.

De wijk is een deel van het grote nieuwbouwplan 'Joure-Noord' of Westermeer uit 1969. In de oorspronkelijke plannen heette de wijk Westermeer-West. Het Schepenkwartier vormt een geheel en heeft een karakter dat verschilt van de wijk Westermeer.
Het Schepenkwartier is de laatste nieuwbouwwijk van Joure die tegen oud-Joure is aangebouwd. Voor de bouw bestond het gebied uit weilanden, waarin zich een voormalig vuilstort, een oude boerderij en Penninga's Molen bevonden. Het vuilstort is voor de bouw gesaneerd, de boerderij is rond 1990 gesloopt om plaats te maken voor seniorenwoningen (Hettebaes). De molen was enkele jaren voor de bouw van de wijk grondig gerenoveerd.
De wijk heeft een bloemkoolwijkstructuur en is vanuit het oosten (E.A. Borgerstraat) richting het westen bebouwd. Straatnamen in de wijk herinneren aan het scheepsbouwverleden van Joure. Centraal loopt de straat Eeltsjebaes, die van west naar oost door de wijk kronkelt. Eeltjebaes was de bijnaam van Eeltje Holtrop van der Zee, een scheepsbouwer in Joure in de 19e eeuw. Zijstraten van de Eeltsjebaes zijn genoemd naar boten, zoals Jol, De Boeyer en Skûtsje. Alle straatnamen zijn in het Fries.
Het Schepenkwartier is de eerste wijk van Joure waarin water een belangrijke rol speelt. De gehele wijk wordt omsloten door waterpartijen. Door de wijk lopen verschillen sloten.

### Tsjalk
Bij de aanleg van de nieuwbouwwijk Skipsleat, ten noorden van het Schepenkwartier, wordt gezocht naar een manier om de snelheid op de tussengelegen Haskerveldweg te verminderen. Een daarvan is het deels verleggen van de weg. Op de hierdoor vrijgekomen ruimte wordt in 1986 de straat Tsjalk gebouwd. Deze straat viel buiten het oorspronkelijke plan en is de enige straat in het Schepenkwartier die noch aan de Eeltsjebaes noch aan de Aukebaes grenst. De Haskerveldweg werd in 1972 aangelegd om een snelle verbinding te vormen tussen Knooppunt Joure en de industriegebieden ten westen van Joure.

## Galerij

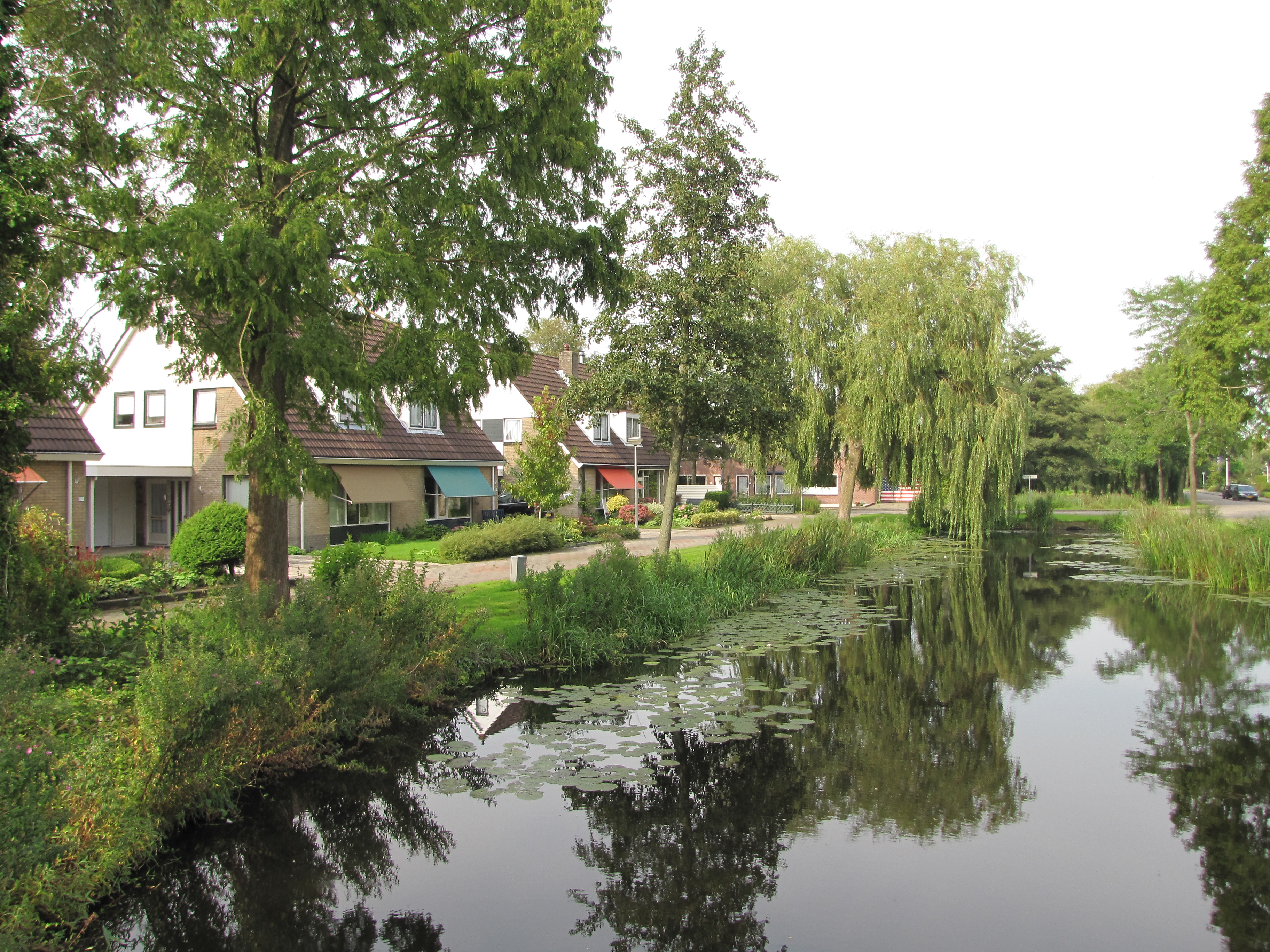
Pream
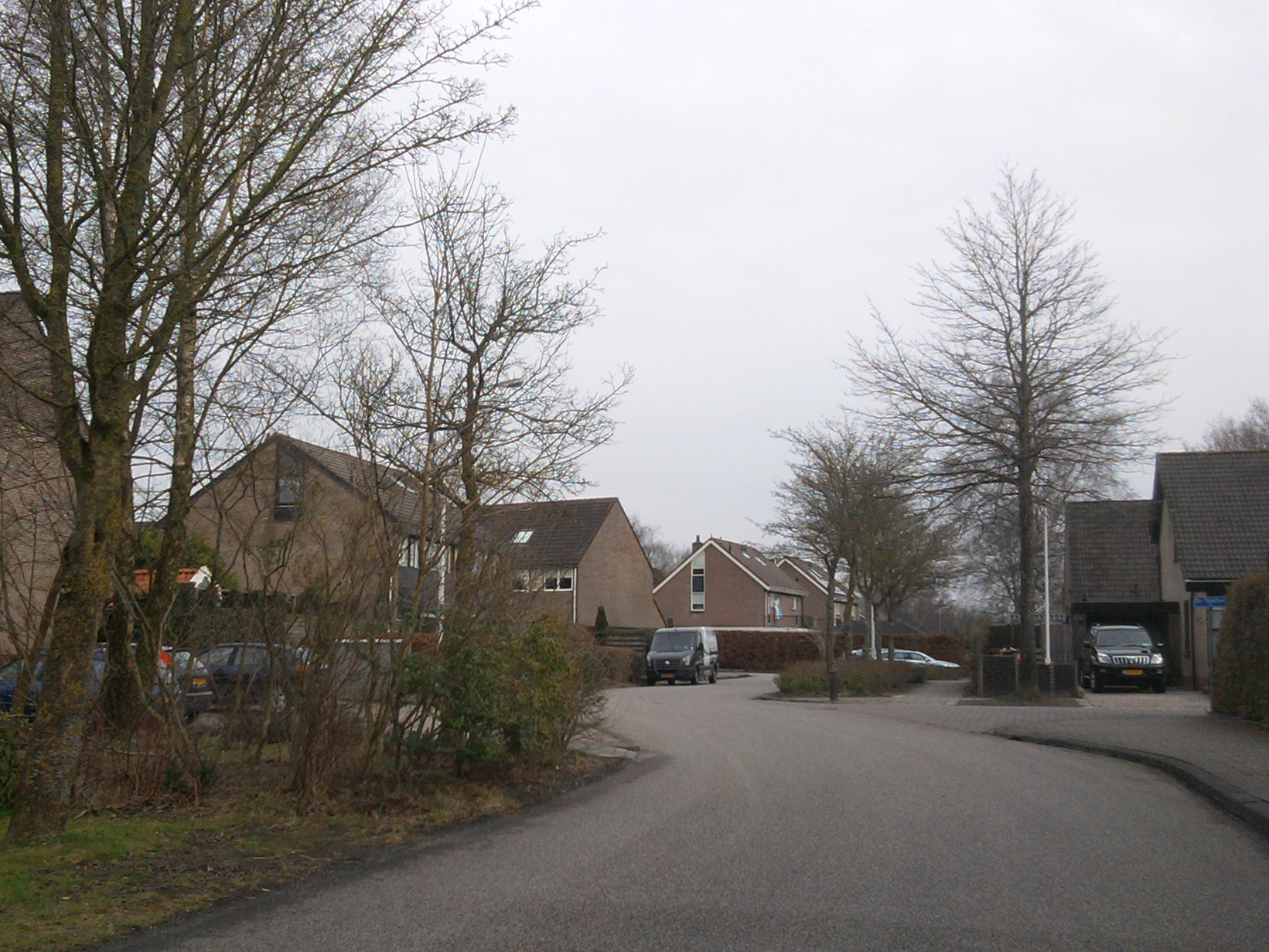
Eeltsjebaes
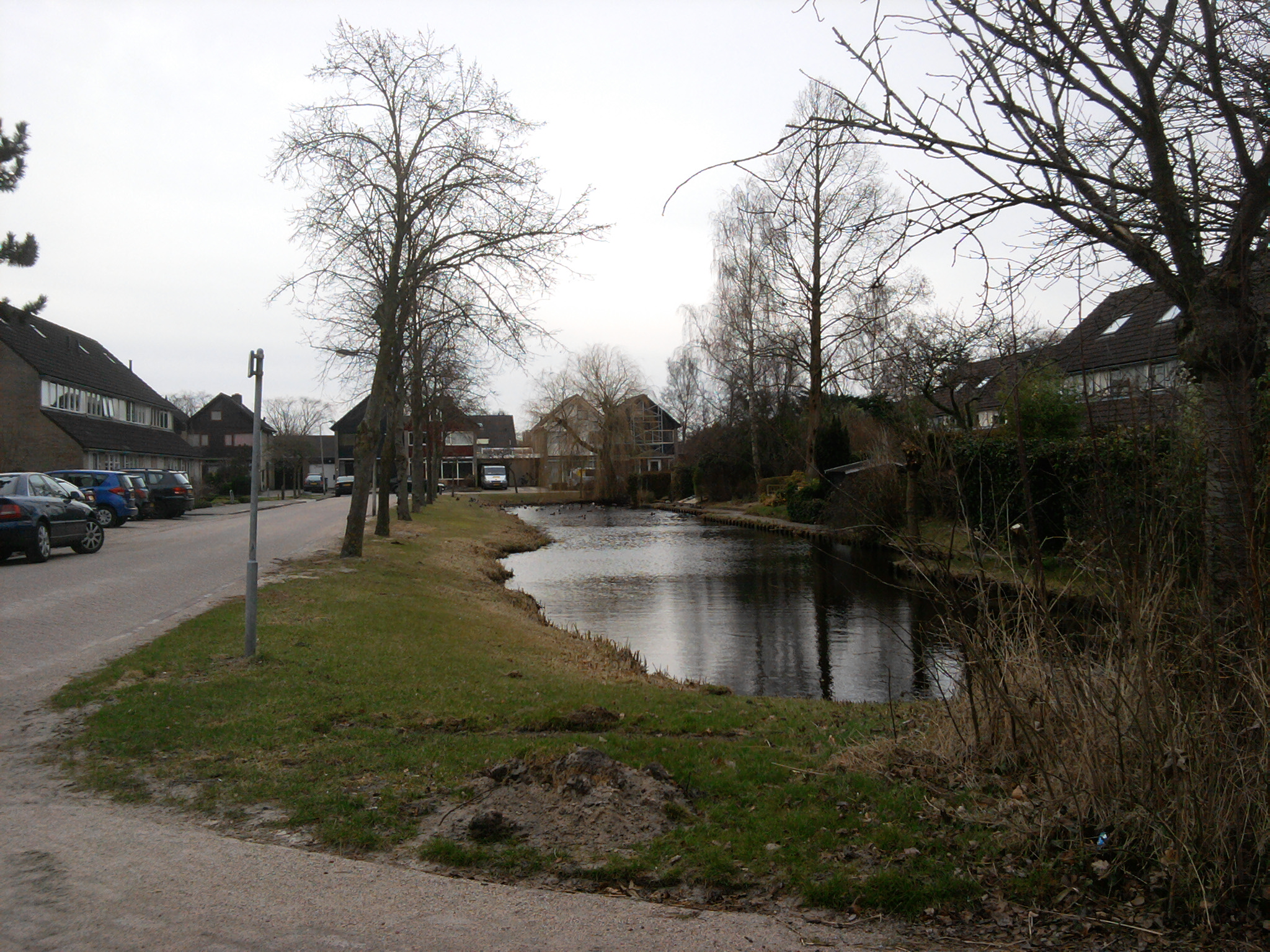
It Jacht
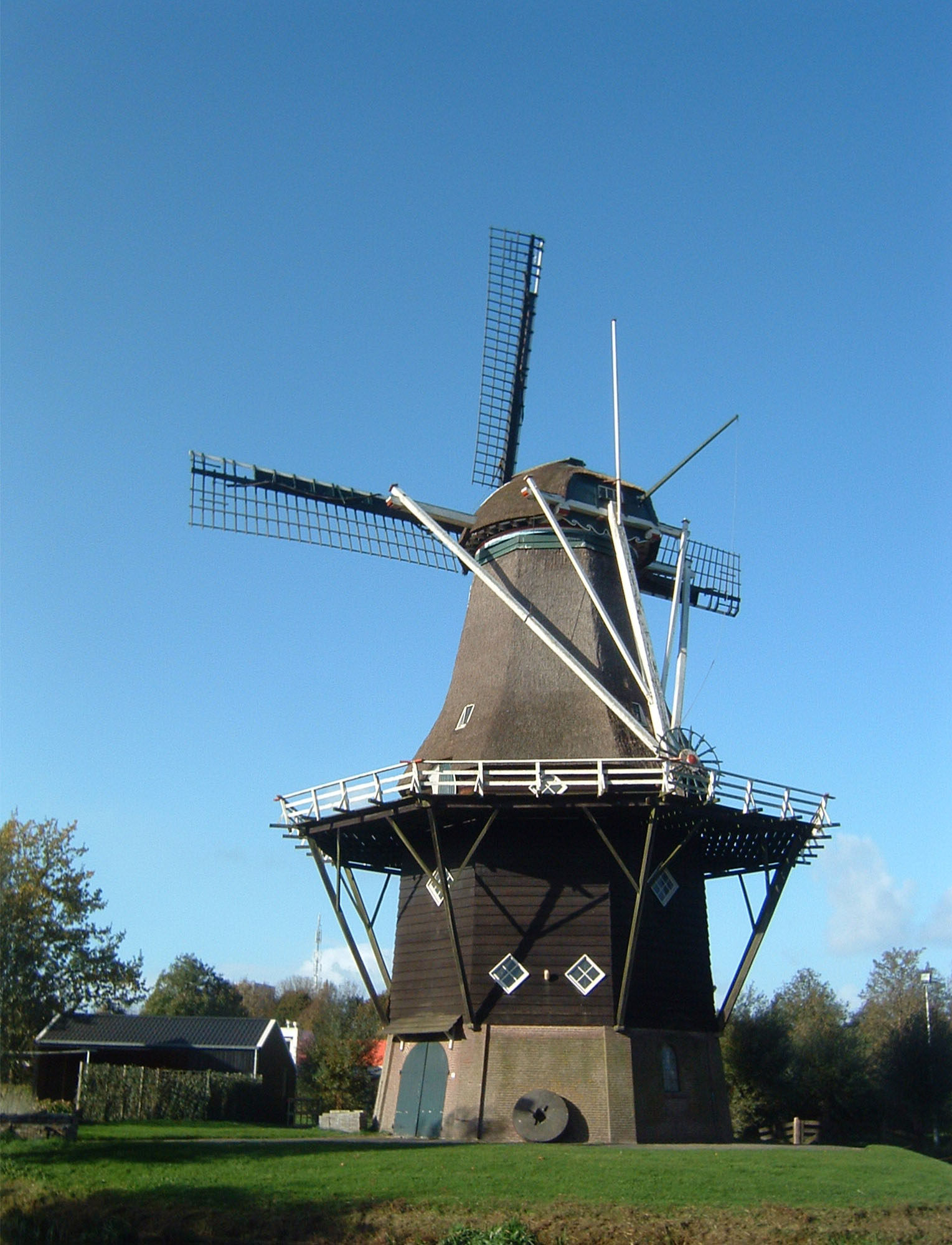
Penninga's molen gezien vanuit de wijk

Blaauwhof · Broek Zuid · Jonkersland · Oud-Joure · Schepenkwartier · Skipsleat · Westermeer · Wyldehoarne · Zuiderveld